# Lunyole
Pour les articles homonymes, voir Nyole.
Le nyole (ou lunyole) est une langue bantoue parlée en Ouganda. Elle fait partie du groupe luyia. Elle est proche mais distincte du nyole parlé au Kenya. Selon le census ougandais de 2002, 341 000 personnes par le lunyole.

## Écriture
| a | aa | b | bb | c | d | e | ee | f | g | h | i | ii | j | k | l | m | n | ny | ŋ | o | oo | p | r | s | t | u | uu | v | w | y | z |